# La gàbia (Star Trek)
"Là gàbia" (títol original en anglès "The Cage") és el primer episodi pilot de la sèrie de televisió estatunidenca Star Trek. Es va completar el 22 de gener de 1965 (amb una data de copyright de 1964). L'episodi va ser escrit per Gene Roddenberry i dirigit per Robert Butler. Va ser rebutjat per NBC el febrer de 1965, i la cadena va ordenar un altre episodi pilot, que es va convertir en "On no ha anat mai cap home". Gran part del metratge original de "La gàbia" es va incorporar més tard a l'episodi de dues parts de la temporada 1 "El zoo" (1966); tanmateix, "The Cage" es va llançar al públic per primera vegada a VHS l'any 1986, amb una introducció especial de Gene Roddenberry, com un híbrid del metratge en color que es va utilitzar a "El zoo" i metratge en blanc i negre que no s'utilitzava a "El zoo". No es va emetre per televisió en la seva forma completa a tot color fins al 1988. La versió en blanc i negre i la versió a tot color també es van publicar en diversos mitjans de definició estàndard, inclosos els formats LaserDisc, VHS i DVD.
La història tracta de la investigació d'una tripulació d'una nau estel·lar a un planeta llunyà que va ser el lloc d'un naufragi divuit anys abans i la seva trobada amb extraterrestres telepàtics que busquen un exemplar humà per a la seu zoo. El pilot va presentar el Sr. Spock, interpretat per Leonard Nimoy, que va ser l'únic membre del repartiment que va ser retingut per a la sèrie en el seu paper original.

## Visió general
"The Cage" té moltes de les característiques de la sèrie eventual, però hi ha nombroses diferències. El capità de la nau estelar USS Enterprise no és James T. Kirk, sinó Christopher Pike. Spock és present, però no com a primer oficial. Aquest paper l'assumeix un personatge conegut només com a Número u, interpretat per Majel Barrett. El personatge de Spock difereix una mica del que es veu a la resta de Star Trek; mostra un afany juvenil que contrasta amb el posterior Spock, més reservat i lògic. També fa la primera línia de tot Star Trek: "Mira el circuit!" seguit de "No pot ser la pantalla aleshores." L'armament utilitzat en el pilot també difereix de la que es veu a la sèrie pròpiament dita, identificada com a làsers en lloc de fasers, i s'utilitzen diferents accessoris per al comunicador i les armes de mà.
Segons NBC, el pilot va qualificar el pilot de "massa cerebral", "massa intel·lectual" i "massa lent" amb "no hi ha prou acció". En comptes de rebutjar la sèrie, la xarxa va encarregar un segon pilot, "On no ha anat mai cap home", que va donar lloc a una comanda per a la sèrie per a la tardor de 1966.

## Reutilització del metratge per a la sèrie
Durant la primera temporada, la necessitat d'entregar nous episodis a la cadena per complir les dates d'emissió es va fer urgent, i es va escriure una història d'enquadrament amb els habituals de la sèrie al voltant de la major part del metratge original de "La gàbia" que va resultar en l'episodi de dues parts. "El zoo".
El procés d'edició del pilot a "El zoo" va desmuntar el negatiu original de la càmera de "La gàbia", i per tant, durant molts anys es va considerar en part perduda. La impressió en blanc i negre de 16 mm de Roddenberry feta amb finalitats de referència era l'única impressió existent de l'episodi, i es mostrava amb freqüència en convencions. Els primers llançaments de vídeo de "La gàbia" van utilitzar la impressió de 16 mm de Roddenberry, intercalada amb l'escena en color de "La gàbia" que es van utilitzar a "El zoo". Va ser només l'any 1987 que un arxiver de cinema va trobar una bobina de 35 mm sense marcar (mut) en un laboratori de cinema de Hollywood amb els retalls negatius de les escenes no utilitzades. En adonar-se del que havia trobat, va organitzar el retorn del metratge a la companyia de Roddenberry.
Segons "El zoo", els esdeveniments de "La gàbia" tenen lloc tretze anys abans de la primera temporada de Star Trek, al 2254. No s'ha donat cap data estel·lar.

## Argument
Els U.S.S. Enterprise, sota el comandament del capità Christopher Pike, rep una trucada de socors del quart planeta del grup estel·lar Talos. Es reuneix un grup d'aterratge amb Pike al comandament i es dirigeix a investigar. Seguint el senyal de socors fins a la seva font, el grup de desembarcament descobreix un campament de supervivents d'una expedició científica que fa divuit anys que està desaparegut. Entre els supervivents hi ha una bella jove anomenada Vina.
Captivada per la seva bellesa, Pike és agafat desprevingut i cau en una trampa posada pels Talosians nadius, una raça d'humanoides amb caps bulbosos que viuen sota la superfície del planeta. Es revela que tant la trucada de socors com els supervivents de l'accident (excepte Vina) són il·lusions telepàtiques creades pels talosians per atraure l'Enterprise al planeta. Mentre està empresonat, Pike descobreix els plans dels talosians per recuperar el seu planeta devastat, utilitzant-lo a ell i a la Vina com a cria per a una raça d'esclaus.
Els talosians utilitzen els seus poders per temptar a Pike perquè s'aparelli amb Vina; primer la presenten com una princesa Rigelliana, després com una noia granja de la Terra, i finalment com una seductora ballarina d’Orion de pell verda, i en Pike comença a debilitar-se. Número U, el primer oficial de l'Enterprise, intenta un rescat, només per ser capturada juntament amb el contramestsre de Pike i empresonada a la seva cel·la per temptar-lo encara més. Aleshores, Pike ha descobert que les emocions humanes primitives poden bloquejar la lectura de la ment dels talosians, i ell i els altres s'escapen a la superfície, emportant-se el Guardià talosià amb ells.
El Guardià assenyala que en Pike no s'ha escapat del planeta, i parla obertament dels plans dels talosians per a ell. Pike està disposat a quedar-se amb la Vina a canvi de la llibertat dels altres, però Número U posa la seva arma per sobrecarregar, amenaçant de matar-los a tots. Pike està amb ella, igual que la Vina, per evitar un futur intent. Això confirma el que els talosians han après dels ordinadors de l'Enterprise: els humans odien massa la captivitat per ser útils.
Ara lliures de marxar, Número U i el contramestre s'aixequen immediatament, però Pike es queda enrere amb la Vina, instant-la a marxar amb ell. La Vina explica que no pot marxar. De fet, una expedició havia aterrat a Talos IV; La Vina va ser l'única supervivent però va resultar molt ferida. Els talosians la van curar, però a causa del seu desconeixement amb l'anatomia humana, va quedar permanentment desfigurada. Només amb l'ajuda dels talosians i les seves il·lusions és capaç de mantenir la seva bellesa i salut.
En Pike accepta això i accepta deixar-la amb els talosians, que creen una il·lusió de Pike com a company per a ella. El Guardià envia Pike amb aquestes paraules: "Ella té una il·lusió i tu tens la realitat. Que trobis el teu camí tan agradable".

## Repartiment principal
- Jeffrey Hunter com el capità Christopher Pike
- Leonard Nimoy com a Sr. Spock
- Majel Barrett com a Número U
- John Hoyt com a Dr. Philip Boyce
- Susan Oliver com a Vina

## Càsting
Jeffrey Hunter tenia una opció exclusiva de sis mesos per al paper del capità Pike. Encara que se li va demanar que continués si la sèrie era em esa per la cadena, no se li va obligar a filmar el segon pilot que NBC va demanar. En canvi, va decidir concentrar-se en el cinema i va declinar el paper. Gene Roddenberry li va escriure el 5 d'abril de 1965:
| « | M'han dit que has decidit no seguir endavant amb Star Trek. Aquesta ha estat la teva pròpia decisió, és clar, i he de respectar-la. Pots estar segur que no guardo rancor ni malestar i espere continuar reflectint públicament i en privat l'alta estima que et vaig prendre durant la producció del nostre pilot. | » |

Dues setmanes després que l'opció expirés l'1 de juny de 1965, Hunter va lliurar formalment la seva carta demanant la separació del projecte. Va morir el 27 de maig de 1969, una setmana abans que la sèrie original acabés el seu recorregut. Roddenberry més tard va suggerir que era ell qui, descontent amb la interferència de l'aleshores dona de Hunter, Dusty Bartlett, havia decidit no tornar a contractar a Hunter; tanmateix, el productor executiu Herbert F. Solow, que va estar present quan Bartlett, actuant com a gerent, va rebutjar el paper en nom del seu marit, va dir més tard a les seves memòries, Inside Star Trek, que va ser al revés.

## Producció
"La gàbia" es va rodar a l'estudi de Desilu Productions (ara conegut com a Culver Studios) a Culver City, Califòrnia, del 27 de novembre a mitjans de desembre de 1964. Els treballs de postproducció (pick-up shots, edició, so, efectes fotogràfics i de so especials) van continuar fins al 18 de gener de 1965.
Gene Roddenberry va prestar molta atenció al que l'equip de The Outer Limits estava fent en aquell moment, i sovint estava present als seus estudis. Va contractar diversos antics alumnes de Outer Limits, entre ells Robert Justman i Wah Chang, per a la producció de Star Trek. Una de les criatures de les gàbies va ser reutilitzada de l'episodi "The Duplicate Man" de The Outer Limits, on s'anomenava megasoide. El cap de l'atrezzo de l'episodi "Fun and Games" de "The Outer Limits" es va utilitzar per fer que un talosià aparegués com una criatura viciosa. El procés utilitzat per fer orelles punxegudes per a David McCallum a "The Sixth Finger" també es va reutilitzar a Star Trek. La "tempesta d'ions" vista a "The Mutant" (un raig de projector que brillava a través d'un recipient que contenia purpurina en suspensió líquida) es va convertir en l'efecte transportador.
Els talosians van ser dissenyats amb un aspecte andrògin i van ser interpretats per dones amb actors masculins que proporcionaven doblatge d'àudio. Això es va fer per donar la impressió que els talosians havien centrat els seus esforços en el desenvolupament mental en detriment de la seva força física i la seva mida, alhora que els feia adequadament aliens als espectadors. No obstant això, la veu profunda de Malachi Throne com el Guardià a "La gàbia" va ser processada electrònicament per sonar aguda a "El zoo", com Throne també va retratar el comodor Mendez en aquest últim. La veu de The Keeper de "El zoo" es va mantenir tant per a les versions remasteritzades com per a les noves versions "originals" de "La gàbia", que es publicarien més tard. El treball de veu inalterat de Throne com a The Keeper només sobreviu com a breu mostra que es pot escoltar al tràiler de previsualització de "El zoo" (Part II).

## Llançaments i disponibilitat
"The Cage" es va estrenar per primera vegada en VHS el 1986, amb una introducció especial de Roddenberry, i es va emetre per primera vegada íntegrament, i a tot color, a finals de 1988 com a part de  The Star Trek Saga: From One Generation to the Next, una retrospectiva especial de dues hores presentada per Patrick Stewart.
Tot i que la major part d'aquest episodi es va editar a l’episodi de la sèrie original "El zoo" (emès el novembre de 1966), no hi hagué cap versió independent del pilot de "La gàbia" disponible fins a un llançament de VHS de 1986. Gene Roddenberry tenia en el seu poder una versió còpia de treball de pel·lícula en blanc i negre a pel·lícula de 16 mm, mentre que la impressió original de 35 mm va ser literalment retallada en l'edició de "El zoo"; això va deixar la còpia de Roddenberry com l'única versió supervivent coneguda quan es va fer la versió VHS. Per tant, el llançament original de VHS té una barreja de tot color de metratge existent amb blanc i negre de la còpia de 16 mm.
L'any 1987, l'arxiver Bob Furmanek va descobrir les seccions de pel·lícula extirpades en un recipient de pel·lícula abandonat i sense etiqueta en un laboratori de cinema a Los Angeles. Va disposar de retornar el metratge a Gene Roddenberry, fent així possible completar una versió a tot color. La versió restaurada en color es va emetre l'octubre de 1988, que va ser la primera emissió televisiva de "La gàbia". Va ser emesa com a part d'un especial de televisió presentat per Patrick Stewart anomenat The Star Trek Saga: From One Generation to the Next. Contenia entrevistes amb Gene Roddenberry, Maurice Hurley, Rick Berman, Mel Harris, membres del repartiment de Star Trek i Star Trek: La nova generació, clips de les dues sèries i de les pel·lícules de Star Trek I a IV amb una petita vista prèvia de Star Trek V. Més tard es va retransmetre a UPN el 1996 amb una mirada darrere de les escenes de Star Trek: First Contact.
"La gàbia" va ser llançat a LaserDisc als Estats Units; aquesta versió va barrejar imatges en blanc i negre i en color, així com 9 minuts d'introducció i tancament amb Roddenberry, fent que el temps d'execució total sigui de 73 minuts. El 10 d'octubre de 1990 una edició de col·leccionista de "La gàbia" amb una durada de 64 minuts amb imatges a tot color, menys la introducció i el tancament de Roddenberry, es va publicar en LaserDisc als EUA.
"La gàbia" es va emetre per primera vegada al Regne Unit a BBC2 el 19 d'agost de 1992. El 19 d'agost de 1996, "La gàbia" es va emetre a BBC2 el primer dia d'una temporada de programes en el 30è aniversari de Star Trek.
Es van publicar dues versions de VHS al Regne Unit, una de les quals era la versió en color restaurada.
"La gàbia" es va publicar en format PAL-LaserDisc al Regne Unit com a part de la col·lecció The Pilots, l'abril de 1996. Això incloïa la versió en color de "La gàbia", "On no ha anat mai cap home", "Trobada a Farpoint", "Emissary", i "El Guardià" amb un temps d'execució total de 379 minuts.
Les dues versions de "La gàbia" es van incloure a la caixa de DVD de la temporada 3 de la sèrie original, juntament amb la introducció de Roddenberry.
La versió en color i en blanc i negre de "La gàbia" es va incloure originalment com a episodi 1 a les portades de VHS en el seu llançament inicial de vídeo domèstic. Quan es va trobar la versió en color i es va publicar, se li va donar la designació d'"episodi 99". Quan es va publicar en format DVD el 2001, les designacions es van invertir, ja que la portada del DVD del volum 40 descriu la versió en tot color com "episodi 1" i l'híbrid com "episodi 99". Aquestes designacions invertides també s'han seguit en futures presentacions de DVD, Blu-ray i streaming.

## Recepció
El 1996, en una ressenya de l'episodi de The Times, Elizabeth Cowley va dir que era "involuntàriament hilarant", però als fans de Star Trek els agradaria veure'l.
El 2010, SciFiNow va classificar aquest com el tercer millor episodi de la sèrie original.
El 2016, SyFy va classificar "La gàbia" com el cinquè millor de sis pilots de programes de televisió "Star Trek", amb Emissary" d’"Star Trek: Deep Space Nine" en primer lloc.
El 2017, Inverse va recomanar "La gàbia" com a "visió essencial" per a Star Trek: Discovery.
El 2023, Den of Geek va classificar "La gàbia" com el millor episodi pilot de qualsevol sèrie de la franquícia.

## Seguiment i spin-off
El 2019, l’episodi "If Memory Serves" de Star Trek: Discovery va mostrar Pike i Spock (ara interpretats per Anson Mount i Ethan Peck, respectivament) tornant a Talos IV; el resum al començament de l'episodi utilitzava escenes de "La gàbia".
CBS All Access va ordenar oficialment Star Trek: Strange New Worlds com a sèrie el maig de 2020 amb els personatges del capità Pike, Número U i Spock. A 55 anys entre La gàbia i l'anunci d'Strange New Worlds, el co-showrunner i productor executiu Henry Alonso Myers considera aquest el pilot més llarg de sèries en la història de la televisió.